# Стівен Аорлу
Стівен Аорлу (англ. Stephen Ahorlu; нар. 5 вересня 1988, Кпанду) — ганський футболіст, воротар клубу «Харт оф Лайонз».

## Кар'єра

### Клубний
Займатися футболом почав 1997 року в школі клубу «Харт оф Лайонз», в якому потім почав та професійну кар'єру 2007 року. У сезоні 2007/08 став, разом з командою, віце-чемпіоном Гани, а в наступному сезоні 3-м призером чемпіонату та володарем Кубка Гани. У сезоні 2009/10 команда Стівена посіла лише 4-е місце.
У сезоні 2010—2011 виступав за ізраїльський «Хапоель» (Ашкелон), після чого повернувся в «Харт оф Лайонз».

### У збірній
2009 року зіграв 4 матчі в складі збірної Гани до 23 років.
2010 року Ахорлу був включений в заявку команди на фінальний турнір чемпіонату світу в ПАР, де, однак, не зіграв жодного разу.